# Serixia longicornis
Serixia longicornis là một loài bọ cánh cứng trong họ Cerambycidae.